# حقوق اساسی و نهادهای سیاسی
حقوق اساسی و نهادهای سیاسی کتابی از ابوالفضل قاضی است که در سال ۱۳۶۸ منتشر و در مراسم کتاب سال جمهوری اسلامی ایران به‌عنوان کتاب برگزیده معرفی شد.